# Frauengefängnis Barnimstraße

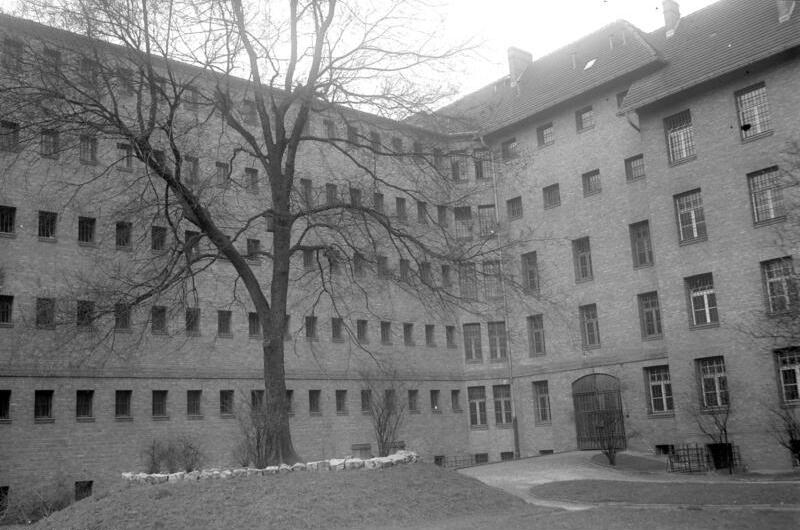
Frauengefängnis Barnimstraße, 1931

Das Frauengefängnis Barnimstraße war eine von 1864 bis 1974 existierende Haftanstalt an der Barnimstraße im historischen Berliner Stadtteil Königsstadt, der ab 1920 zum Bezirk Friedrichshain gehörte.

## Baugeschichte

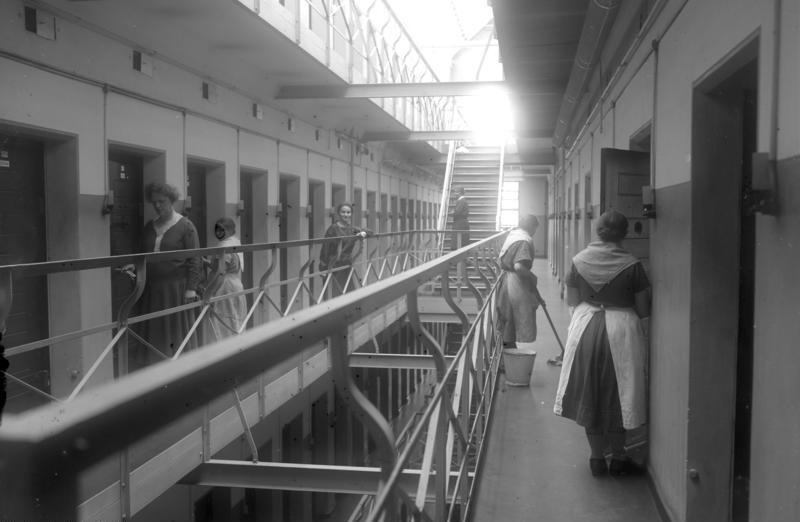
Zellengang, 1931

Im Jahr 1864 wurde nordöstlich des heutigen Alexanderplatzes unter Leitung der Architekten Carl Johann Christian Zimmermann und Albert Cremer ein neues Schuldgefängnis errichtet. Nachdem Preußen 1868 die Schuldhaft abgeschafft hatte, wurde es zum Königlich Preußischen Weiber-Gefängnis umgebaut und erweitert. Dazu entstanden auch eine Entbindungs- und eine Mutter-und-Kind-Station. Mit einem von 1910 bis 1913 errichteten Erweiterungsbau war es das modernste Gefängnis der Stadt und bot Platz für 357 Insassen, konnte sogar noch auf 500 Plätze aufgestockt werden. Für erkrankte Häftlinge gab es nun ein Lazarett mit 38 Betten. Außerdem ergänzten die Architekten den Wirtschaftshof um einen dreigeschossigen Neubau, der die Küche und weitere Wirtschaftseinheiten wie die Wäscherei, Badegelegenheiten oder einen Dampfkessel aufnahm.
Die alliierten Luftangriffe und Kampfhandlungen zum Ende des Zweiten Weltkriegs überstanden die Gebäude mit nur geringen Schäden. Wegen der Arbeitsmöglichkeiten in einer benachbarten Großwäscherei wurde 1974 jedoch in Berlin-Köpenick eine Frauenhaftanstalt neu gebaut. Die Gebäude an der Barnimstraße wurden anschließend abgerissen. Auf dem Gelände wurde zunächst ein Sportplatz mit Turnhalle, Betonboden und Sprunggrube errichtet.
Nach der politischen Wende entstand an dieser Stelle in den 1990er Jahren ein Verkehrsgarten.

## Haftgründe

### Monarchie und Weimarer Republik
Das Gefängnis war zur Zeit der preußischen Monarchie vorrangig mit Kleinkriminellen, darunter vielen Prostituierten belegt. In der Folge der Sozialistengesetze und der Antikriegsbewegung des Ersten Weltkriegs kamen dazu auch aus politischen Gründen inhaftierte Frauen. So verbüßte Rosa Luxemburg hier 1907 und 1915/1916 Gefängnisstrafen.
Innerhalb der Gefängnisbauten war das Tragen einer Anstaltskleidung Pflicht, die aus einem sauberen blauen Waschkleid mit einem weiß-blauen Halstuch und blauen gestrickten Wollstrümpfen mit einem roten Streifen bestand. Für kühlere Tage gab es noch eine blaue Jacke nach altem Ärmelschnitt. Die mit dem Essenzubereiten beauftragten Frauen mussten die Haare mit einem weißen Tuch verdecken.
Wer zu mehr als sechs Monaten Haftstrafe verurteilt wurde, kam in ein Dreistufensystem, dessen verschiedene Stufen der Inhaftierten einige Vorteile gegenüber den anderen Frauen verschafften, unter anderem durfte länger Licht in der Zelle brennen, auch ein zweites Buch aus der Anstaltsbibliothek war pro Woche erlaubt. Bei guter Führung konnten sich die Strafgefangenen nach oben arbeiten.
Insbesondere wurde auf inhaftierte Mütter mit Kindern Rücksicht genommen: Sie bewohnten zusammen mit ihren Kindern eine Mutterzelle, die Spielsachen enthielt, auch Blumen durften hier aufgestellt werden. Ein Arzt kam einmal pro Tag, um nach dem Rechten zu schauen.

### Zeit des Nationalsozialismus
Während der Zeit des Nationalsozialismus diente das Gefängnis als Untersuchungshaftanstalt der Gestapo und als Zwischenstation zur Hinrichtungsstätte Plötzensee oder in andere Haftanstalten und Lager. Schwangere Frauen entbanden hier vor der Hinrichtung ihre Kinder. Hier wurden beispielsweise Hans Coppi junior, Irene (Irina) Berkowitz und Anita Leocádia Prestes geboren. Über 300 Frauen des Widerstands traten von hier aus ihren letzten Weg an, dazu gehörten:
- Judith Auer
- Marianne Baum
- Lina Beckmann
- Olga Benario-Prestes
- Liane Berkowitz
- Cato Bontjes van Beek
- Erika von Brockdorff
- Eva-Maria Buch
- Hilde Coppi
- Anna Ebermann
- Charlotte Eisenblätter
- Ursula Goetze
- Auguste Haase
- Liselotte Herrmann
- Frieda Horstbrink
- Else Imme
- Hildegard Jadamowitz
- Wanda Kallenbach
- Johanna Kirchner
- Helene Knothe
- Sala Kochmann
- Annie Krauss
- Ingeborg Kummerow
- Vera Obolensky
- Galina Romanowa
- Klara Schabbel
- Pelagia Scheffczyk
- Rose Schlösinger
- Elfriede Scholz
- Oda Schottmüller
- Maria Terwiel
- Elisabeth von Thadden
- Käthe Tucholla
- Elfriede Tygör
- Käte Voelkner
- Elli Voigt
- Frida Wesolek
- Irene Wosikowski
- Emma Zehden

Darunter befanden sich Frauen aus bekannten Widerstandsgruppen und -bewegungen:
- Zu den Widerstandskreisen der Roten Kapelle gehörten: Käte Voelkner, Frida Wesolek, Käthe Tucholla, Maria Terwiel, Rose Schlösinger, Oda Schottmüller, Klara Schabbel, Annie Krauss, Ingeborg Kummerow, Krystana Iwanowa Janewa, Katharina Fellendorf, Else Imme, Ursula Goetze, Cato Bontjes van Beek, Erika von Brockdorff, Eva-Maria Buch, sowie Hilde Coppi und Liane Berkowitz, die beide zum Zeitpunkt ihrer Verhaftung schwanger waren.
- Zum Berliner Arbeiterwiderstand gehörten: Judith Auer, Marianne Baum, Gerda Boenke, Anna Ebermann, Charlotte Eisenblätter, Charlotte Garske, Auguste Haase, Elli Hatschek, Hella Hirsch, Hildegard Jadamowitz, Marianne Joachim, Sala Kochmann, Krista Lavíčková, Hildegard Loewy, Hildegard Margis, Hanni Meyer, Galina Romanowa, Elfriede Tygör, Elli Voigt, Irene Walter, Suzanne Wesse und andere
- Im Zusammenhang mit dem Attentat auf Hitler am 20. Juli 1944 standen: Elisabeth Charlotte Gloeden und ihre Mutter Elisabeth Kuznitzky
- Zur Résistance gehörten: Johanna Kirchner, Vera Obolensky, Ruth Oesterreich, Irene Wosikowski
- Zu den im Untergrund agierenden Zeugen Jehovas gehörten: Klara Stoffels, Auguste Hetkamp
- Im Zusammenhang mit der polnischen Nachrichtenabteilung Stragan: Pelagia Scheffczyk, Gertruda Świerczek

### Nachkriegszeit
In den Nachkriegsjahren waren Schwarzmarktgeschäfte und Diebstähle von Lebensmitteln oder anderen Dingen des täglichen Bedarfs als Haftgrund vorherrschend. Später kamen „Asoziales Verhalten“, „Boykotthetze“ und „versuchte Republikflucht“ dazu.

## Gedenkstätte

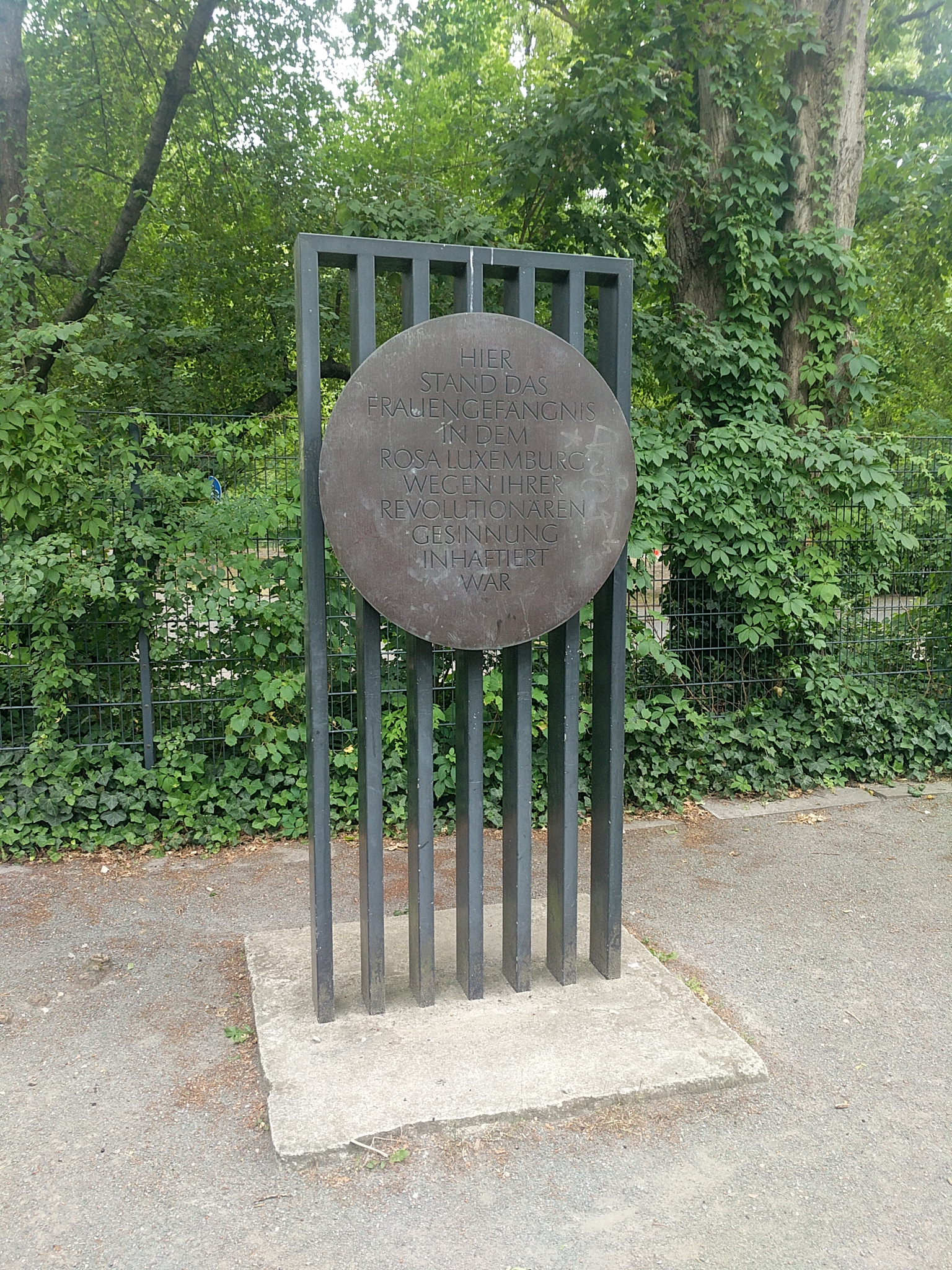
Monument für Rosa Luxemburg, Juli 2022

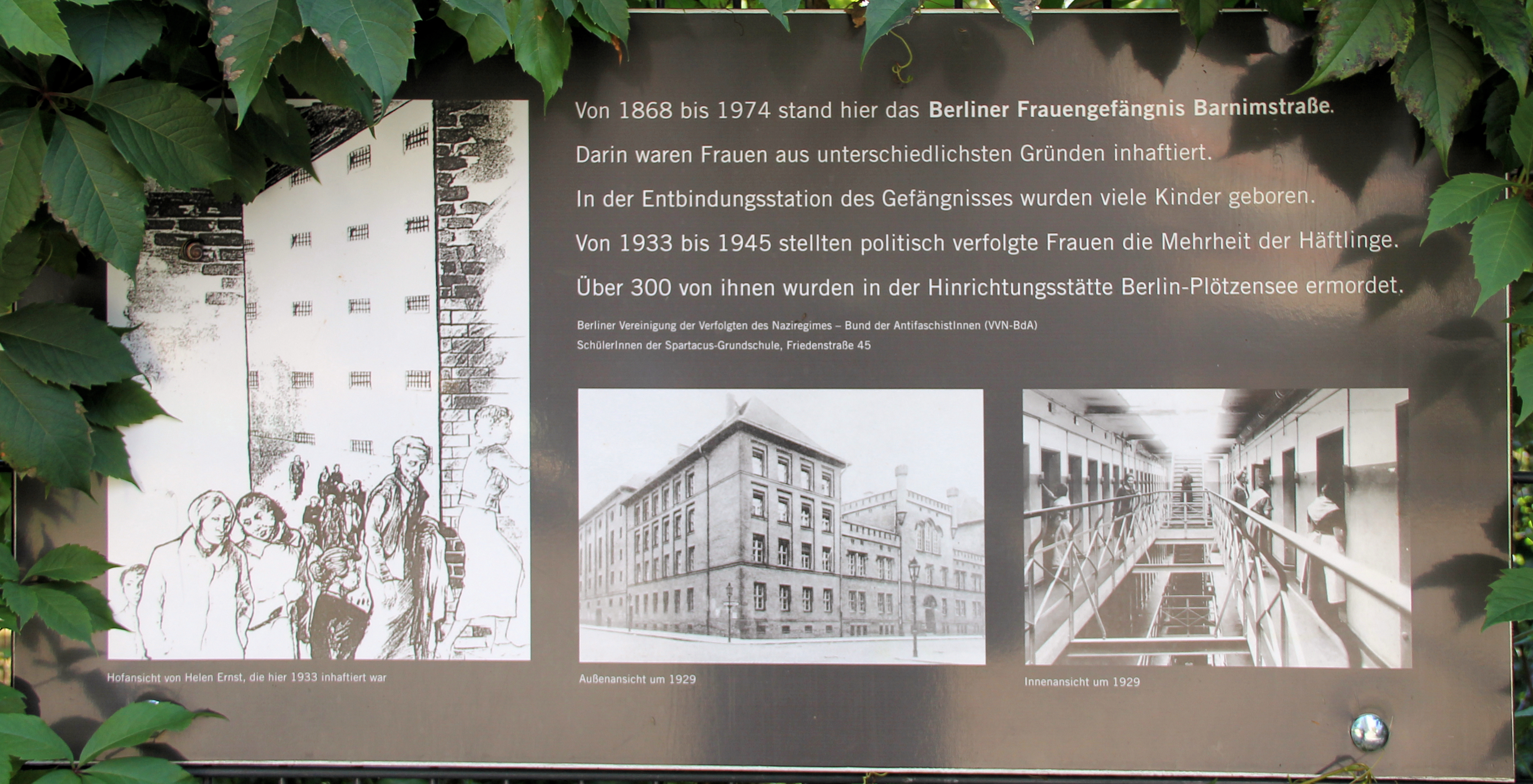
Gedenktafel, Barnimstraße 10, in Berlin-Friedrichshain

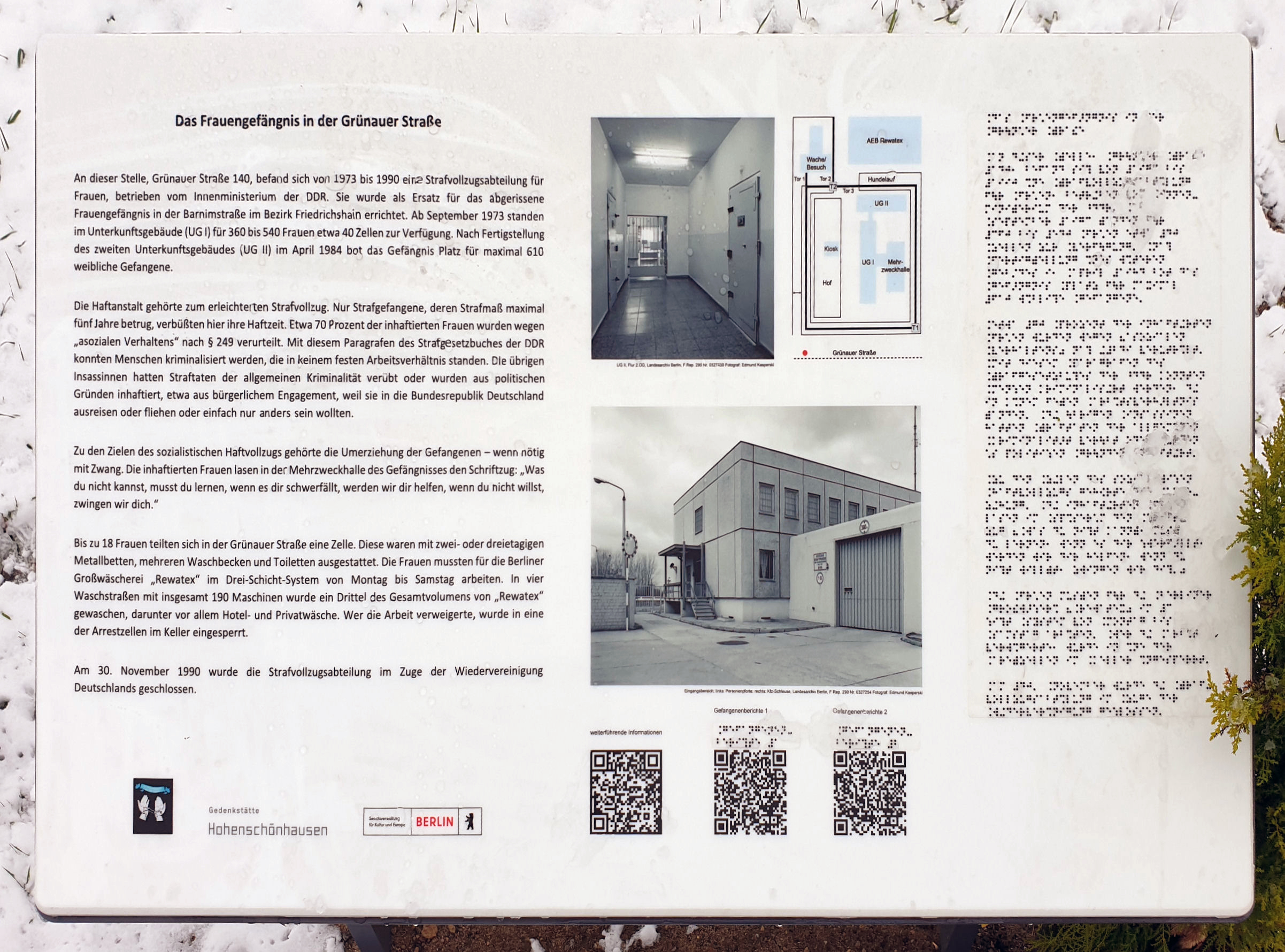
Ehemaliges Frauengefängnis Grünauer Straße 140, in Berlin-Köpenick

Bereits 1950 ließ der Ost-Berliner Magistrat im Gefängnis eine Gedenkzelle für Rosa Luxemburg einrichten. Nach dem Abriss der Gebäude entstand 1977 vor einer benachbarten Schule in der Weinstraße eine kleine Gedenkstätte. Auf der an Gefängnisgitter erinnernden Stele steht auf einer Tafel:

„Im Frauengefängnis Barnimstraße waren zwischen 1933 und 1945 viele Widerstandskämpferinnen gegen den Nationalsozialismus in Haft. Für mehr als dreihundert Frauen war hier die letzte Station vor ihrer Hinrichtung in Plötzensee. Sie wurden ermordet, weil sie Flugblätter verteilt, Verfolgten geholfen, ausländische Sender gehört, Zweifel am ‚Endsieg‘ geäußert oder geringfügige Straftaten begangen hatten, für die sie die NS-Justiz als ‚Volksschädlinge‘ zum Tode verurteilte. Das Gebäude wurde nach 1945 weiter als Frauengefängnis genutzt und 1974 abgerissen.“

Nach der mutwilligen Zerstörung dieser Tafel wurde 1996 erneut eine Gedenktafel mit folgendem Text enthüllt:

„An dieser Stelle stand bis 1974 das Frauengefängnis Barnimstraße. Zwischen 1933 und 1945 war es für mehr als 300 Widerstandskämpferinnen gegen den Nationalsozialismus die letzte Station vor ihrer Hinrichtung in Plötzensee.“

Die zuständigen Bezirksverwaltungen haben mehrere Beschlüsse, erstmals 1993, zur Umgestaltung der Gedenkstätte gefasst, die bis um 2010 nicht realisiert worden waren. Dazu fand im Jahr 2007 ein Kunstwettbewerb statt, über den im April 2008 entschieden wurde. Wettbewerbssieger war christoph meyer chm mit einem Audioweg durch ein Gefängnis für Frauen und 5 politische Systeme. Am 30. Mai 2015 konnte der Audioweg eröffnet werden.

## Filme
- Frauengefängnis Barnimstraße. Zeitzeuginnen berichten über ihre Haft 1933–1945. Dokumentation von Maria Binder, Ingrid Fliegel, Susanne Krekeler, Claudia von Gélieu; 1996.[5]
- In Liebe, Eure Hilde. Der Film begleitet eine junge Familie, die dort im Gefängnis ihr Kind geboren haben und dessen Eltern anschließend zum Tode verteilt wurden. 124 min, Deutschland 2024.